# صهريج مياه

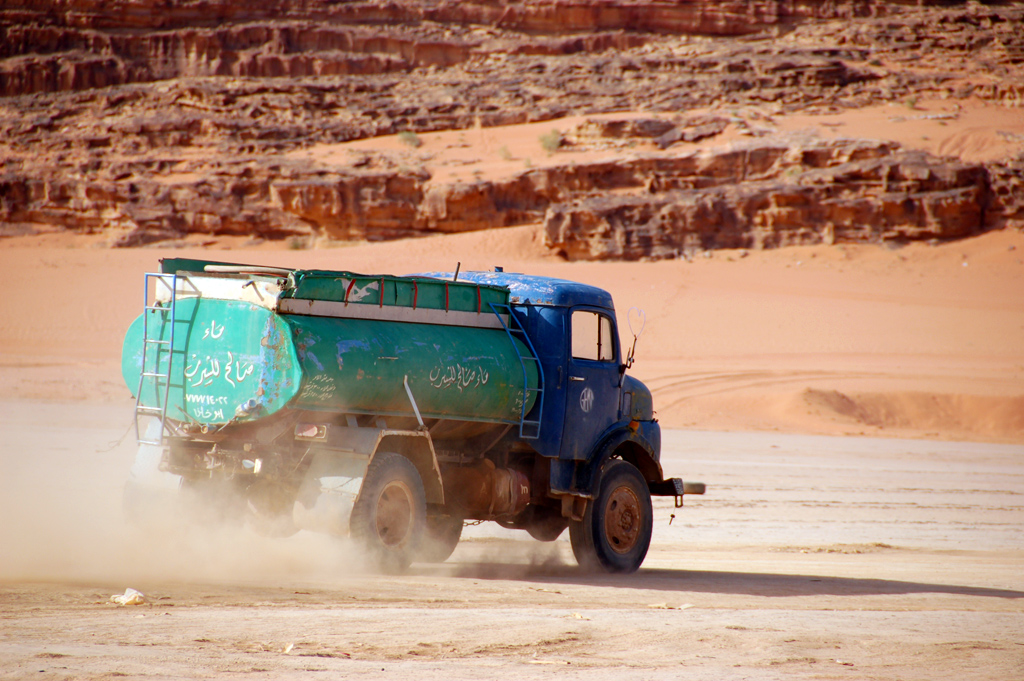
صهريج ماء صالح للشرب في صحراء الأردن.

صهريج المياه هو خزان مملوء بالمياه، وتستعمل صهاريج المياه لنقل الماء من مكان لأخر، وذلك بواسطة عربات تحمله كشاحنات وأحيانًا يجر بواسطة قطار. تملئ هذه الصهاريج بواسطة آبار مياه أو من بحيرات أو من مصادر المياه المتوفرة. وتزود أيضًا بمضخات مياه لضخ المياه بقوة أكبر من ضغط الماء. وأيضًا تستعمل صهاريج المياه في حالات الحرائق حيث أنها تعد مصدر أساسي للمياه لسيارات الإطفاء في إخماد الحرائق.

## معرض صور

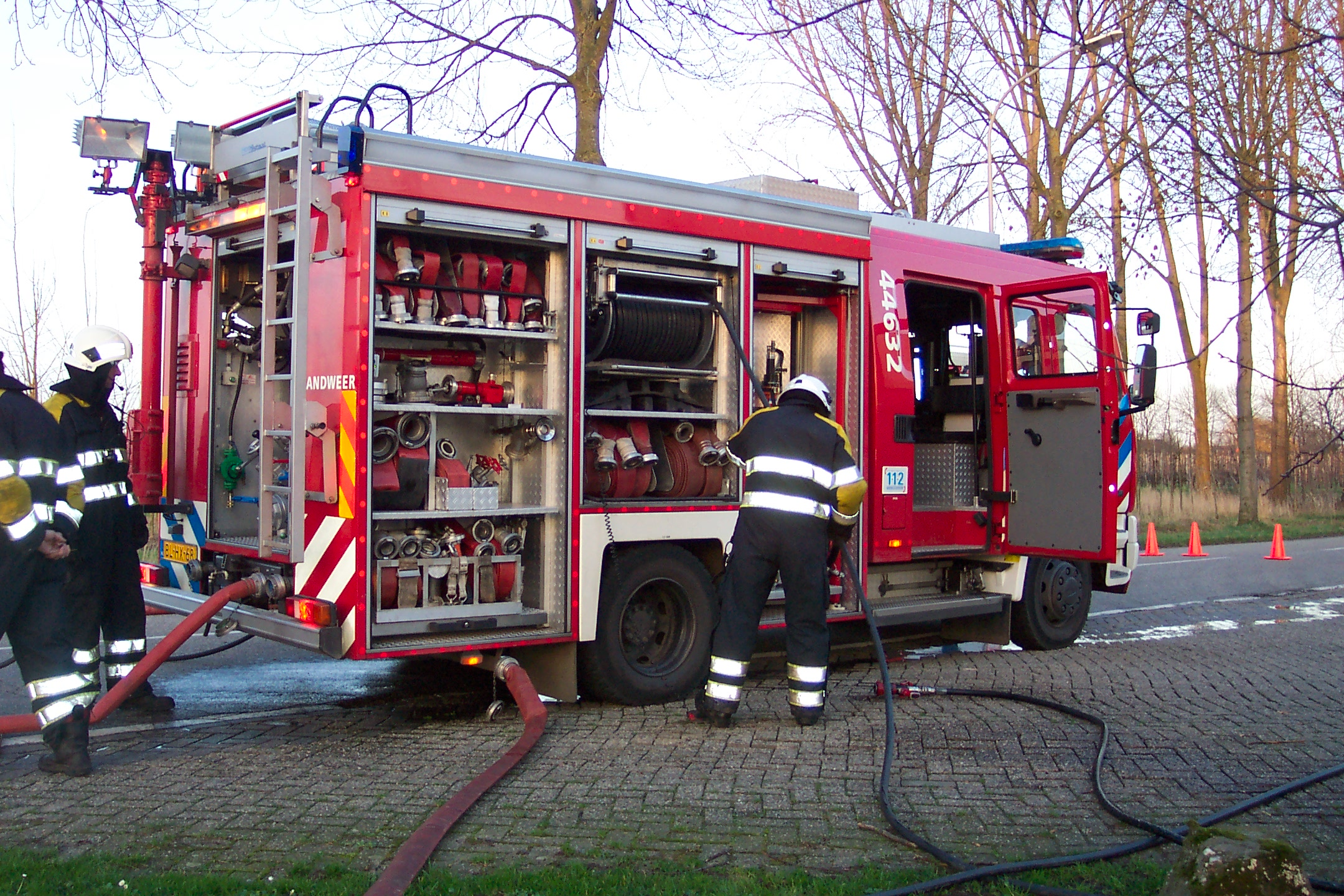
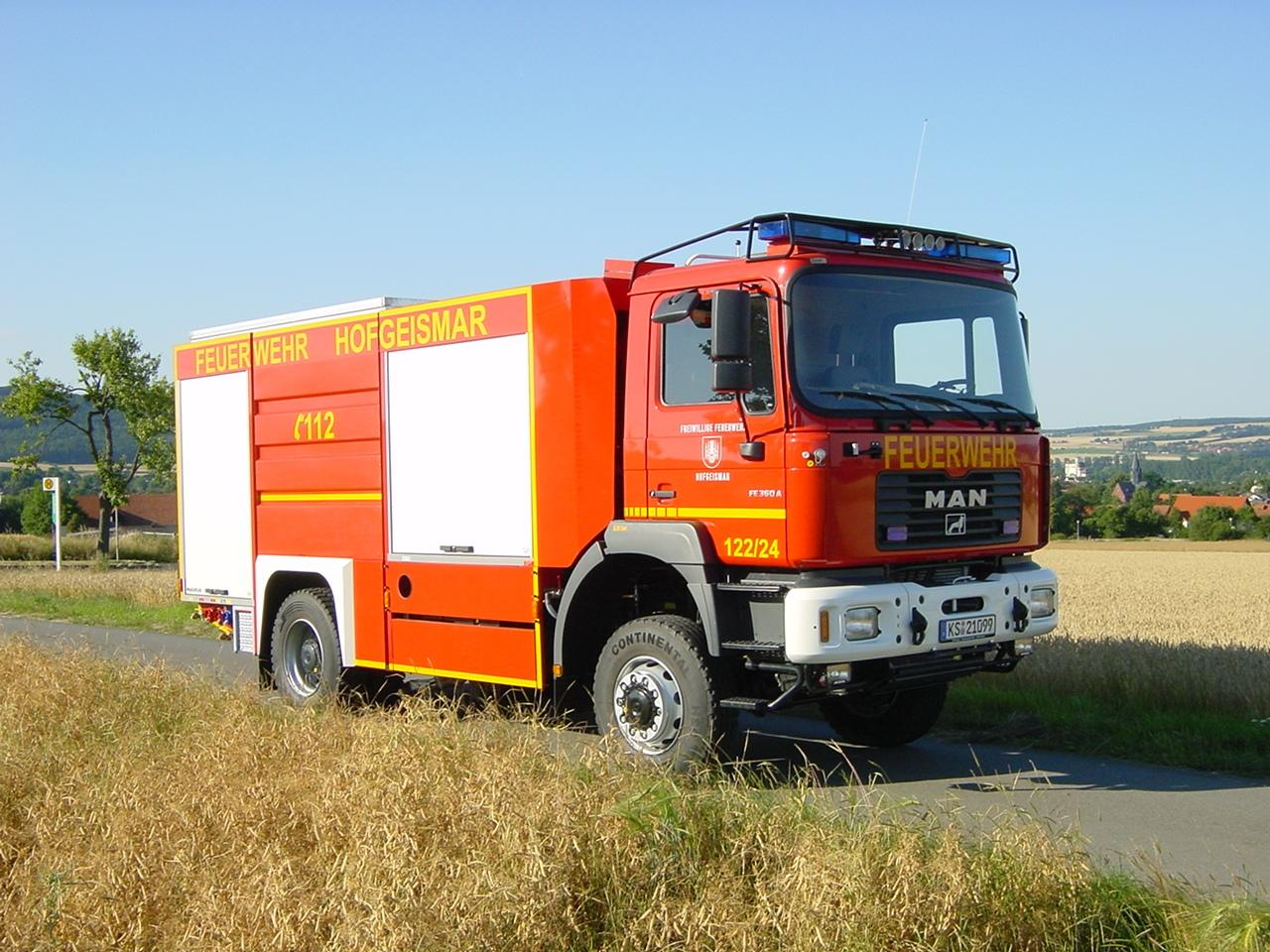
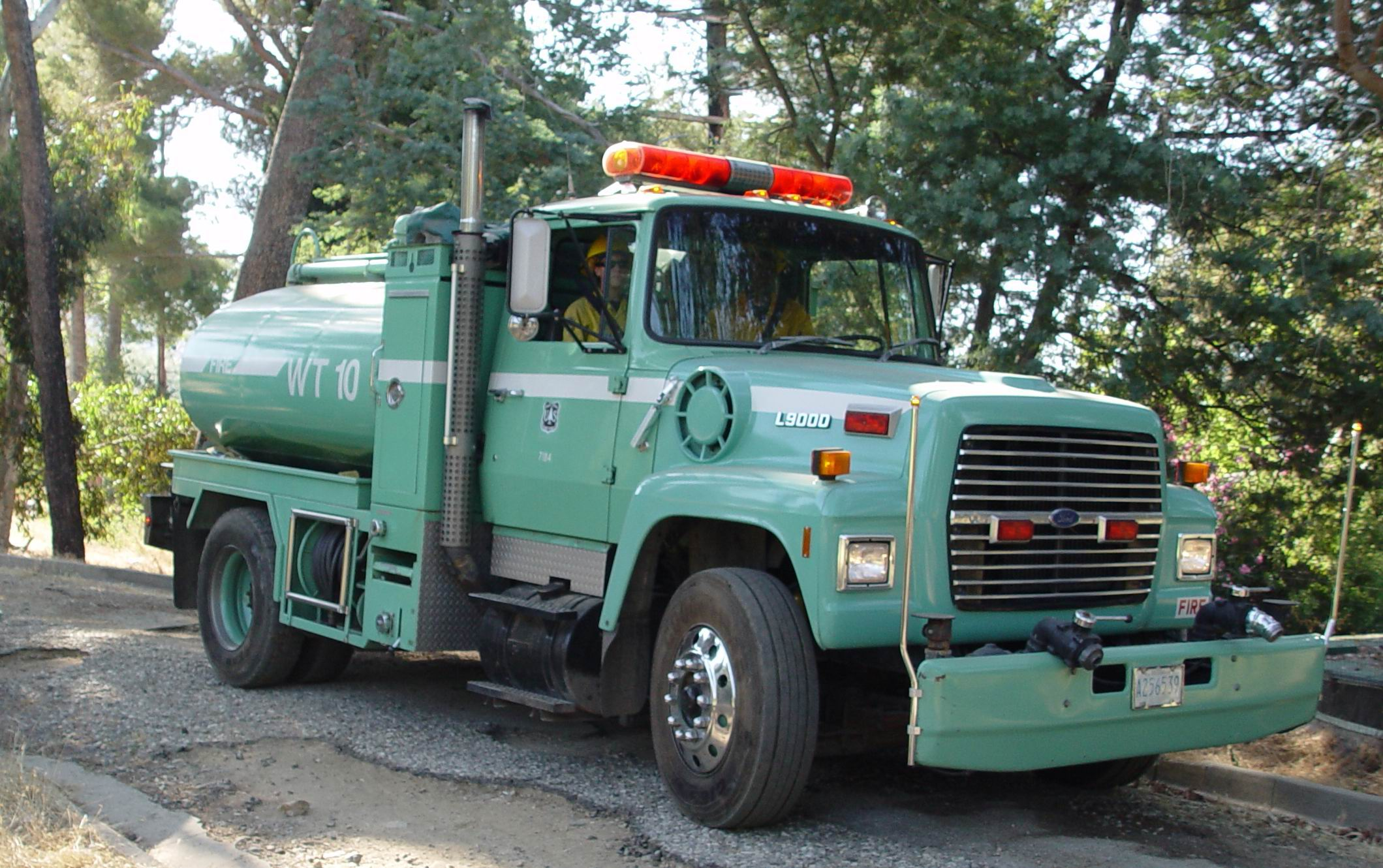
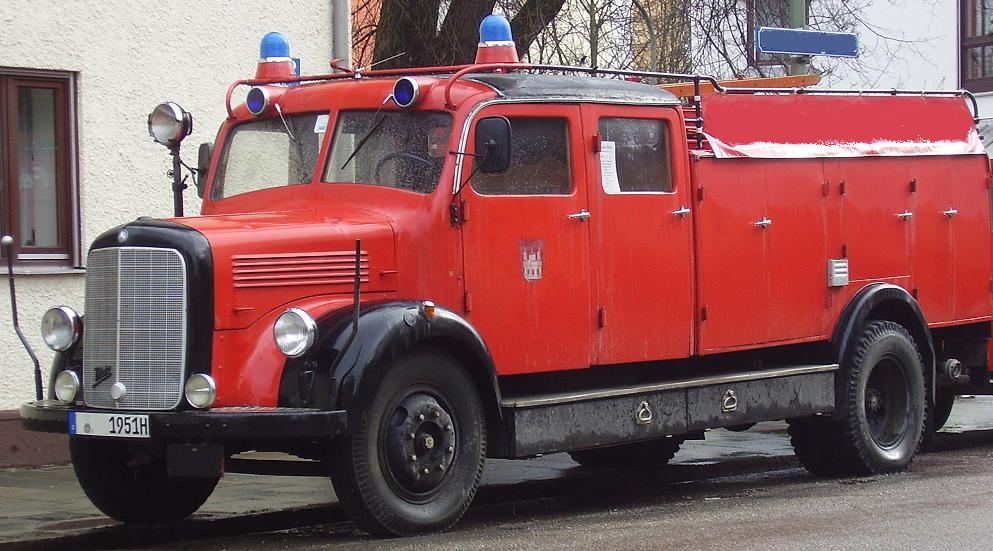